# Parmentiera trunciflora
Parmentiera trunciflora là một loài thực vật có hoa trong họ Chùm ớt. Loài này được Standl. & L.O.Williams mô tả khoa học đầu tiên năm 1953.